# بداق
بداق یکی از طایفه‌های ایل چگنی است. این طایفه ساکن بخش‌های ویسیان و مرکزی از توابع شهرستان چگنی، خرم‌آباد، کوهدشت، الشتر، دلفان و بروجرد هستند. بخش بزرگی از طایفه بداق در شهرستان شوش از توابع استان خوزستان و شهرستان‌های فراشبند، فیروزآباد ، شیراز و جهرم بخش سیمکان روستای اسفنجان سکونت دارند، دودمان‌هایی از این طایفه به استان‌های کرمانشاه، همدان و مرکزی نیز مهاجرت کرده‌اند. دو طایفه در خراسان رضوی و خراسان شمالی اصل خود را از خاندان بداق چگنی می‌دانند.
تبار این طایفه به امیرالامرا سلطان بوداق خان چگنی معاصر دوران شاه اسماعیل یکم تا شاه عباس بزرگ صفوی می‌رسد. بوداق خان سال‌ها فرمانروای خراسان و مشهد و اولین حکمران امارت چگنی خراسان بود.

## وجه تسمیه
نام بُداق به صورت های مختلف در اسناد خطی، کتب و سنگ قبور نگارش شده است ازجمله : بوداق، بوداغ، بُداق و بُداغ، در لرستان به شکل بُداق و در زبان لری نیز بیاق تلفظ می‌گردد، 
فرهنگ پارسیمان [ بدق ] پای‌چِه، دست اندزیر کرد و اِزاربَند استوار کرد و پایچه‌های اِزار را ببست (تاریخ بیهقی) بِداغ پارسی است
لغت‌نامه دهخدا[ب]{ا} پاچه تنبان وازار و شلوار. (برهان قاطع) (هفت قلزم ) (آنندراج ).

در لغتنامه دهخدا  معنی لغوی بداق بدین صورت ذکر شده است :
" گیاهی است از تیرهٔ بداغها که برگ هایش پنچه‌ای و گل‌هایش سفیدرنگند. آرایش گل آنها خوشه‌ای است و به نحوی است که یک گلولهٔ درشت سفیدرنگ از گل‌ها بوجود می آورند. افلوع. بوداغ. (فرهنگ فارسی معین ذیل گل). یکی از انواع زیندار و درختچه‌ای است زینتی و زیبا در راه میان آستارا به اردبیل موجود است. (از جنگل شناسی ساعی ج ۱ ص ۲۶۹). گل دنبه. دنبه. تاغ. غَضاة. (یادداشت مؤلف). || در ترکی بمعنی شاخ درخت است. (از غیاث اللغات) (از آنندراج). || شمشیر. (از فردوس اللغات از غیاث اللغات و آنندراج)."
نظر دیگر آن است:
نام بُداق در گذشته نامی رایج در جامعه ایران بوده است و از امرای مهم ایران می‌توان به امیرالامرا بداق خان چگنی، بداق سلطان مکری، بداق خان زند عموی کریم‌خان زند و ... را نام برد.
بر روی سنگ قبور قدیمی این طایفه در استان لرستان، املای بداق، بداغ و حتی بوداق نیز مشاهده شده است.

## تبارشناسی و خاستگاه
طایفه بداق از تبار امیرالامرا بوداق خان چگنی (۹۱۵ تا ۱۰۱۵ هجری قمری) مقارن با سلطنت شاه اسماعیل تا شاه عباس اول صفوی هستند.
مراد محمودی چگنی در مقدمه کتاب نقدهایی بر تواریخ معاصر چگنی اینگونه می‌نگارد:
" تاریخ می‌گوید، ایل چگنی از لرستان برخاسته و با زنگنه و  سیاه‌منصور از یک تبار می‌باشند و تاریخ بدان اشاره دارد، هرچند خیلی از عزیزان اهل قلم، ازجمله ایرج کاظمی، اکبر یاوریان (گردآورنده واژه‌نامه لری) و سایرین، چگنی را همان چنگروی می‌دانند که آل خورشید (اتابکان لر کوچک) از آن برخاسته‌اند و نگارنده خود نیز بر این باور می‌باشم. اما مردم چگنی هیچگاه به این موضوع تکیه نکرده چراکه هر نوشته تاریخی نیاز به اسناد تاریخی بیشتری دارد. "
شرف‌خان بدلیسی در کتاب شرفنامه یا تاریخ مفصل کردستان که خود او هم عصر بداق خان چگنی بوده است چنین می‌گوید:
" در ذکر امراء کرد ایران آمده‌ است: عمدهٔ اکراد ایرانی سه طبقه‌اند: سیاه منصور، چگنی و زنگنه و حکایت مشهور است در السنه و افواه مذکور که در اصل ایشان سه برادر بوده‌اند که از ولایت لرستان آمده و به روایتی از گوران و اردلان، به عزم ملازمت سلاطین ایران از وطن بیرون آمده‌اند. ایشان ترقیات کلی روا داده، هر سه برادر به مرتبهٔ امارت رسیده و مردمانی که از طرف و جوانب بر سر رعیت آن‌ها جمع شده، ملقب به اسم ایشان گشته‌اند"

## تاریخ طایفه بداق دوران صفویه
مختصری از نقش امارت‌پناه عدالت‌دستگاه امیرالامرا بداق‌خان چگنی در تاریخ ایران صفوی
در ذکر امراء چگنی مولف شرفنامه آورده است: این طایفه در شجاعت، شهامت و دلاوری از سایر اکراد ایران ممتاز است و چون کسی که متکفل مهام امارت این طایفه بوده باشد از امراء و امیرزادگان ایشان نماند، در ولایت عراق و آذربایجان متفرق گشته دست تطاول به مال مردم دراز کرده، قطع طرق و شوارع کرده، تجار و سوداگران از افعال و عداوت ایشان به جان آمده، از اطراف و جوانب ممالک محروسه به رسم دادخواهی به درگاه شاه تهماسب آمدند، شاه تهماسب چندین بار بعضی از سران این طایفه را احضار نموده با تهدید و تطمیع آنان را از ادامه شرارت منع نمود، لکن چون به محال خویش باز می‌گشتند باز کار خود را از سر می‌گرفتند
شکایات مردم روز به روز از دست چگنی‌ها به دربار بیشتر می‌شد، سرانجام شاه تهماسب حکم نمود که چگنی‌ها از ایران خارج شوند، اما چون آن‌ها اطاعت ننمودند، فرمان داد: هرکجا از این طایفه چگنی ببینند قتل و غارت کرده جبراً و قهراً ایشان را از ممالک محروسه شاهی اخراج نمایند تا به هرکجا که خواهند بروند و اگر توقف نمایند در هر محل که ایشان را ببینند به قتل آورند و اموال و اسباب ایشان را نهب و غارت نمایند.
به دنبال صدور این فرمان از سوی شاه تهماسب اول، کار بر ایل چگنی سخت شد و آنها به دردسر افتادند، از این رو پانصد نفر از بزرگان ایل متحد شده تمام طوایف متفرق چگنی را سریع جمع نموده از آذربایجان، عراق و خوزستان عازم خراسان شدند.
هنگامی که به خراسان رسیدند اوضاع این سرزمین را آشفته و نابسامان یافته و ملاحظه نمودند که این قسمت مهم از ایران زیر تاخت و تاز سم ستوران ازبک و مغول رو به ویرانی است. عشایر چگنی که نمی‌توانستند گوشه‌ای از سرزمین ایران را زیر تاخت و تاز و غارت بیگانگان ببینند، دست رشادت از آستین جلادت بیرون آورده بر مغولان تاخته و شکست فاحشی بر آنها وارد ساخته، آنها را از خراسان بیرون راندند.
سپس نامه‌ای به شاه تهماسب نوشته به وسیله پیکی سریع‌السیر گسیل داشتند که:
مملکت تو را از زیر سم ستوران دشمن بیرون آوردیم، اکنون کسی را به حکومت و نگهداری این دیار فرست که ما خود عازم هندوستانیم
کردان چگنی پس از این ماجرا به سوی هرات پیشروی کردند، در این هنگام قزاق‌خان تکلو حاکم هرات بود و چون به عللی از شاه تهماسب بیمناک بود درصدد دلجویی و پذیرایی گرم از چگنی‌ها برآمد و آنها را به سوی خویش جلب نمود که در صورت لزوم با چنین نیرویی در مقابل شاه تهماسب ایستادگی نماید، چندی بعد که قزاق خان به دست معصوم‌بیگ صفوی به اشاره شاه تهماسب کشته شد، جماعت چگنی به سوی غرجستان رفتند، در این زمان بود که نامه ارسالی آنان به شاه تهماسب رسید و چون حقیقت احوال ایشان در بیرون راندن ازبکان از خراسان به مسامع علیه‌شاهی رسید و آثار شجاعت و شهامت ایشان زبانزد مردم شد، بداغ (بوداغ - بوداق) بیگ نام شخصی که از امیرزادگان آن طایفه بود و در سلک قورچیان عظام انتظام داشت، او را به بلند پایه امارت سرافراز گردانیده به میانه‌ی آن قوم فرستاد و یکی از محال خراسان (بین قوچان و مشهد) را به ایشان ارزانی داشته ترقیات کلی به احوال ایشان راه یافت 
محمد مردوخ کردستانی در تاریخ مردوخ چنین می‌گوید : شاه طهماسب چون از کیاست و توانایی رئیس آنها مطلع بود، به سر رافت برگشت و بوداق بیگ را ابلاغ حکومت عنایت فرمود 
در شهور سنه احدی و الف (۱۰۰۱ ق) که عبدالمؤمن شیبانی ولد عبدالله‌خان ازبک به عزم تسخیر قلعه قوچان (قوچان قدیم) با موازی سی هزار لشکر جرار بر سر بوداغ خان آمده، او را محاصره کرد، شاه عباس به معاونت او رفته عبدالمومن خان را از سر قلعه (خبوشان) برخاست و شاه مزبور بوداغ خان را به نوازشات خسروانه مفتخر و سرافراز گردانیده پنج پسر او را به منصب امارت رسانید و حکومت و دارایی آنجا (خراسان) به طریق امیرالامرایی به او تفویض کرد و به عراق عودت نمود، بالفعل در سلک امراء عظام عباسی منخرط است. 
مخالفت بوداق خان چگنی امیرالامرای خراسان با شاه عباس و دیگر حوادث
اوغلان بوداغ خان چگنی از مهم‌ترین امرای ایران در دوره صفوی است که سال‌ها از زمان شاه تهماسب حفظ و حراست سرزمین بلازده خراسان را عهده‌دار بود و به خوبی از عهده تاخت و تاز ازبكان به این خطه‌ی پهناور برمی‌آمد و آنان را گوشمالی می‌داد.
پس از فوت شاه تهماسب و فوت پسرش شاه اسماعیل دوم که نوبت سلطنت سلطان محمد خدابنده پدر شاه عباس رسید، وی در اولین سال سلطنت خود در عزل و نصب حکام و امرا اقداماتی به عمل آورد و به فرمان او "خبوشان" و برخی محال خراسان به بوداق خان چگنی تفویض یافت. یعنی در واقع بوداق خان در منصب سابق خویش ابقاء گردید.
در اواخر حکومت سلطان محمد که فتوری در همه امور روی داده و هرج و مرج پیش آمده بود، امراء خراسان ازجمله بوداق خان چگنی و اسماعیل قلی خان چگنی و گنج‌علی خان زیک کوشیدند تا شاه عباس را که این زمان به عنوان ولیعهد در هرات استقرار داشت به جای پدر به سلطنت برنشانند، آن‌ها در هدف خویش موفق شده در سال ۹۸۹ (ق) رسماً در خراسان سلطنت شاه عباس را اعلام داشته و سلطان محمد را از سلطنت ایران عزل کردند.
این زمان علیقلی خان شاملو لَه‌لِه شاه عباس بیگلربیگی خراسان بود که در دارالسلطنه هرات اقامت داشت و تربیت شاه عباس برعهده وی بود و مرشدقلی خان استاجلو حاکم مشهد بود، مرشدقلی خان برای این که موقعیت خویش را در خراسان تقویت نماید، دختر بوداق خان چگنی را که از امرای مهم خراسان بود به همسری خویش درآورد، سپس با علیقلی خان به مخالفت برخاست در جنگی که بین طرفین روی داد، علیقلی خان شکست خورد و شاه عباس به زیر سلطه مرشدقلی خان درآمده به مشهد منتقل گردید.
چندی بعد که مرشدقلی خان، شاه عباس را برداشته از طریق یزد و کرمان متوجه نواحی مرکزی ایران گردید که سلطنت شاه عباس را رسمیت بخشد، برادرش ابراهیم خان به سمت معاونت وی برگماشت.
در سال ۹۹۷ که شاه عباس دومین سال سلطنت خویش را آغاز کرد و از طریق فیروزکوه و دامغان عازم خراسان بود. چون از مرشدقلی خان استاجلو که این زمان وزیراعظم و همه کاره او بود، بیمناک بود. در محل بسطام شبانه او را در رخت خواب به قتل رسانید و ستاره اقبال طایفه استاجلو رو به افول نهاد و امرای این طایفه ازجمله ابراهیم خان برادر مرشدقلی خان که حاکم مشهد بود از مناصب خویش معزول گشتند، شاه عباس از طریق اسفراین راه مشهد را در پیش گرفت و در بیرون دروازه مشهد با استقبال بوداق خان چگنی روبه‌رو شد.
عالم آرای عباسی می‌گوید: شاه " بوداق خان را منظور نظر شفقت گردانیده به منصب والای للگی و اتابیگی (پسر خود) شاهزاده سلطان حسن میرزا معزز و سربلند گردانید و حکومت مشهد مقدس معلی نامزد او شد و الکاء خبوشان و محالی که سابقاً به او متعلق بود، به اولاد او حسنعلی سلطان و حسنعلی سلطان چگنی و سایر برادران تقسیم یافت.
شاه عباس در مشهد بسیاری از امرای قزلباش ازجمله شاملو و استاجلو را که با مرشدقلی خان رابطه نزدیکی داشتند یا معزول کرد یا مقتول نمود. اوغلان بوداق خان چگنی هم که با مرشدقلی خان قرابت سببی و خویشاوندی داشت از این عمل شاه عباس به وحشت افتاد و اندیشید که مبادا روزی این شتر دم خانه او نیز زانو بر زمین نهد از این رو علاج واقعه را پیش از وقوع نموده با صواب دید پسرانش، سلطان حسن میرزا پسر شاه عباس را برداشته از مشهد به خبوشان (قوچان) رفتند، شاه عباس به علل و مشکلاتی که با آن مواجه بود، نتوانست به تعقیب بوداق خان به سوی قوچان لشکرکشی نماید، لذا حکومت مشهد را به امت خان استاجلو (یکی از قاتلان مرشدقلی خان) تفویض نمود و خود با سپاه عازم هرات گردید، شاه عباس در هرات بود که خبر دست‌اندازی نیروهای عثمانی به نواحی غربی کشور را استماع نمود، ناچار عازم آن دیار گردید. بوداق خان با استفاده از این پیش آمد، رسماً سلطنت سلطان حسن میرزا پسر شاه عباس را در قوچان اعلام داشت و روزبه‌روز بر قدرت و نفوذ وی افزوده گشت و از اطراف و اکناف خراسان و ایران ناراضیان شاه عباس روی به قوچان آورده، آمادگی خویش را از هدف بوداق خان اعلام می‌داشتند.
نصراله فلسفی در کتاب تاریخ زندگانی شاه عباس جلد اول صفحه ۱۷۱ چنین آورده است:
یکی از سرداران قزلباش به نام بوداق خان چگنی (سال ۹۹۷ هجری قمری) که لَه‌له شاهزاده سلطان حسن میرزا پسر چند ماهه شاه عباس بود، آن شاهزاده شیرخوار را دستاویز یاغیگری ساخت و پس از بازگشت شاه از خراسان، در صدد برآمد که به نام شاهزاده در آن سرزمین حکومت مستقلی برای خود ترتیب دهد ولی به سبب لشکرکشی عبدالمومن خان ازبک به خراسان کاری از پیش نبرد و ناچار باز سر به اطاعت شاه عباس نهاد.
بوداق خان قصد تسخیر مشهد داشت که در این هنگام واقعه دیگری روی داد و آن حمله عبدالمومن خان ازبک به خراسان بود که به محاصره چهار ماهه مشهد و سرانجام موجب قتل عام مردم مشهد گردید که جانداری در آن شهر زنده نماند، به قول شاعر:
هوز اگر بفشارند خاک مشهد
سفینه از شط خون تا به کربلا بدود
زنان و کودکان که به اسارت ازبکان درآمده بودند، بین سپاهیان مغول تقسیم گشته به ماوراءالنهر فرستاده شدند، شاه عباس از ترس عبدالمومن خان در نزدیکی تهران خود را به مریضی زد و به یاری مردم خراسان نیامد، فجایع و جنایاتی که این بار مغولان بر خراسان وارد ساختند، دست کمی از جنایات سپاهیان مغول عهد چنگیز نداشت، هنگامی که ازبکان شهر مشهد را به محاصره گرفتند، امت خان استاجلو حاکم مشهد پیکی به خبوشان فرستاد و از بوداق خان کمک خواست که از پشت سر از طریق رادکان سپاهیان ازبک را مورد حمله قرار دهد تا فشار این قوم خونخوار بر شهر مشهد کاهش یابد و او بتواند از این شهر مقدس دفاع کند.
بوداق خان چگنی با ابومسلم چاوشلو و امامقلی‌خان قاجار و محمودخان صوفی اوغلی استاجلو و دیگر امرای حاضر در قوچان به خواسته امت خان پاسخ مثبت داد، لشکر به خارج شهر فرستادند که خبر ناگوار دیگری دریافت داشتند و آن حمله از اولاد و اعقاب جوجی خان پسر چنگیزخان بود که از مرو به سوی شهر نسا و ابیورد و باغباد در شمال شرقی قوچان تاخته و این نواحی را به تصرف درآورده به سوی خبوشان پیشروی می‌کرد.
بوداق خان چگنی تصور کرد که او قصد تسخیر خبوشان و پیوستن به سپاه عبدالمومن خان ازبک را دارد، از این رو به مقابله شتافت تا او را از نیل به مقصود بازداشته با شکست دادن وی، عبدالمومن خان را از محاصره مشهد باز دارد، سپاهیان خبوشان در جنگ با نورمحمد خان مغول ابتدا پیروزی چشم‌گیری به دست آوردند و بسیاری از مغولان را به دیار نیستی فرستاده، آن‌ها را وادار به فرار ساختند، اما بر اثر بی‌انضباطی نظامی پیش از پایان کار به جمع‌آوری آذوقه، اغنام، احشام و غارت چادرهای مغولان پرداخته بدان سرگرم شدند و علت این بی‌انضباطی وجود جنگجویان خبوشان از ایلات و طوایف متعدد بود.
نورمحمد خان که در حال فرار بود به این امر واقف شد، سپاهیان خود را وادار به بازگشت و حمله به خبوشان نمود، این حمله مغولان چنان غافل‌گیرانه و غیرمنتظره بود که ایرانیان را سخت به محاصره افکند و آن‌ها تا خواستند در مقام دفاع برآیند، اکثراً کشته یا اسیر شده و چنان شکست سختی متحمل شدند که نظیرش را به یاد نداشتند.
بوداق خان به سوی قوچان متواری شد و شرح واقعه را نوشته به وسیله پسرش حسینعلی سلطان برای شاه عباس فرستاد و از گذشته‌های خود اظهار پشیمانی کرده وی را به حرکت به سوی خراسان و رسیدن به یاری امت خان و مردم مشهد دعوت نمود، اما همچنان که ذکر شد شاه چنان از عبدالمومن خان ترسیده بود که جرات آمدن به خراسان را نداشت.
مدت شش سال نه تنها خراسان بلکه تمام سرزمین‌های شرقی ایران در آتش بیداد و ویرانی مغول‌ها می‌سوخت و این قوم غارتگر و وحشی باری دیگر تا حدود دامغان سمنان و نزدیکی خوار (گرمسار) و ورامین پیشروی و غارتگری کردند و برخی از سپاهیان آن‌ها تا آران از توابع کاشان نیز پیش رفتند.
در این موقع وخیم و خطرناک بود همچنان که خواهد آمد شاه‌علی خان کُرد چمشگزک که در خوار و ورامین سکنی داشت کمر همت به دفع و سرکوبی مغولان بست و در چند جنگ نیروی آن‌ها را در هم شکست و متواری ساخت و به یاری فرهادخان قرامانلو راه حرکت شاه عباس به سوی خراسان را در سال ۱۰۰۴ (ق) فراهم نمود.
شاه عباس پس از رسیدن به اسفراین بوداق خان چگنی را به حکومت و تجدید بنای آن شهر که در حمله مغول به کلی ویران شده بود مامور ساخت، سال ۱۰۰۷ که دوازدهمین سال سلطنت شاه عباس و شکست سپاهیان ازبک در خراسان است، شاه عباس پس از وارد شدن به مشهد بوداق خان چگنی را بار دیگر به حکومت مشهد منصوب نمود تا نسبت به تعمیر این شهر و رفع خساراتی که در طول چندین سال ویرانگری مغول دیده بود، اقدام نمایند.
همچنین بوداق خان ماموریت یافت نورمحمد خان ازبک را (که چندی پس از پیروزی بر بوداق خان چگنی و سپاهیان خبوشان، خودش نیز از عبدالمومن خان ازبک شکست خورده و به شاه عباس پناهنده شده بود) به حکومت موروثی و از دست رفته‌اش برساند. بوداق خان در ذی‌الحجه ۱۰۰۷ (ق) به سوی ابیورد، نسا و مرو تاخت و با شجاعت و کفایتی که از خود نشان داد آن نواحی را از دست گماشتگان عبدالمومن خان خارج ساخته به نورمحمد خان ازبک تحویل داد.
بوداق خان در ماوراءالنهر به فتوحات چشمگیری نایل آمده حاکم مرو که خالوزاده عبدالمومن بود وسیله قورچیان عظام و غازیان چگنی که کالبرق الخاطف به طبع شتافتند و کالهاله بالبدر او را در میان گرفتند، دستگیر شد و نیروی ازبک در هم شکست و نورمحمد خان به وسیله بوداق خان چگنی به تخت سلطنتی موروثی نشانده شد، خطبه و سکه به نام شاه عباس خوانده شد و ضرب گردید، بوداق خان سپس به اردوی شاه عباس بازگشت و ماموریت های مهم دیگری را که از سوی شاه به او تفویض شده بود به بهترین وجه انجام داد، بوداق خان تا سال ۱۰۱۲ (ق) به تصریح عالم آرای عباسی حاکم قدرتمند مشهد و در نتیجه خراسان بوده است و پسرانش همگی مناصب و مشاغل مهمی داشتند، در همین سال که شاه عباس از خراسان باز می‌گشت، چون ملاحظه نمود که نظرعلی سلطان شاملو شایستگی نگهداری سرحدات مرو و ماروچاق را ندارد، او را از حکومت آن ناحیه معزول نموده، یوسفعلی خان پسر بوداق خان چگنی حاکم مشهد را به حکومت و سرحدداری آن خطه مهم منصوب نمود و برادرش بیرامعلی سلطان چگنی را که در سال ۱۰۰۶ (ق) حاکم بسطام بود به معاونت وی در آن حدود الکاء داد و مایحتاج لشکر او از زر، اسلحه، یراق، ضروریات قلعه و آذروقه بر وجه لایق سرانجام یافت و حکومت مشهد مقدس به محراب خان شفقت شد.
بوداق خان چگنی از این پس مامور همراهی در کنار شاه عباس می‌شود، چون شاه از وجود وی در خراسان بیمناک بود، زیرا پسرانش همگی در سراسر نواحی شرقی ایران حکومت و امارت داشتند و ایل چگنی از نفوذ و قدرت زیادی برخوردار بود، که اگر بوداق خان می‌خواست ادعای استقلال کند یا برای شاه عباس بار دیگر دردسر فراهم نماید، قادر بوده است، از این رو شاه مصلحت ندیده است او در خراسان باشد. اما هنگامی که به اسفراین رسید دریافت که بدون وجود بوداق خان در خراسان، استقلال و امنیت این خطه به وسیله ازبکان از میان می‌رود، لذا بوداق خان را مامور توقف در خراسان نمود و حکومت بلخ و هرات را نیز بر متصرفات او بیفزود.

### نقش بداق خان چگنی در به سلطنت رساندن شاه عباس کبیر
شاه عباس کبیر، در همان اوان کودکی که در کنار لَه‌لِه قدرتمندش علی‌قلی خان شاملو حاکم هرات به سر می‌برد، شاهد قدرت‌نمایی مردم چگنی به سرکردگی بداق خان در برابر حمله سیل‌آسای ازبکان به شهرهای مرزی شمال خراسان، شامل مرو، اسفراین و خبوشان بود
شهرهایی که بداق خان چگنی به امر شاه طهماسب و شاه محمد به حکومت آنها منصوب شده بود، با وجود حملات پی در پی ازبک‌ها به خراسان، از نواحی آرام و آباد آن سرزمین بود و نیز در سال (۹۸۹ ق) که به یاری علی‌قلی خان شاملو و مرشدقلی خان استاجلو در مقابل پدرش (شاه محمد) سر به شورش برداشت و برای بار اول بر تخت شاهی نشست، خوب به یاد داشت که بداق خان چگنی به همراه علی‌قلی خان و مرشدقلی خان و یکی از خوانین ذوالقدر او را بر تخت شاهی نشاندند.
جنابادی در روضه الصفویه جلوس شاه عباس را در مرحله اول به تخت شاهی چنین رقم می‌زند:
چون از جانب نیشابور فراغت یافتند، قرار بر این نهادند که شاهزاده عباس میرزا را با نام شاه عباس بر تخت جهانبانی متمکن گردانند، سپس میر ملای منجم تربتی را حاضر ساختند، ساعتی سعد و موافق اختیار نمودند و تختی از طلای ناب ترتیب دادند و شاهزاده عباس میرزا را در ساعت سعد (۹۸۹ ق) در نیشابور بر فرشی گرانبها به احترام تمام نشاندند و ارکان اربعه آن فرش را یکی علی‌قلی خان شاملو و دیگری مرشدقلی خان استاجلو، رکنی دیگر بداق خان چگنی و دیگری را یکی از خوانین ذوالقدر  گرفته منتظر ایستادند. چون وقت به آن درجه منتهی گردید، آن چهار امیر عالیشان، پادشاه جوان را بر آن سریر عرش نظیر برآوردند

### شرح حال فرزندان بداق خان چگنی
امیرالامرا سلطان بداق خان چگنی دارای یازده پسر بود، از میان پسرانش تاکنون نام هفت نفر از آنها در اوراق معتبر تاریخی شناسایی شده است ازجمله: یوسفعلی خان، بیرامعلی خان، حسنعلی خان، حسینعلی خان، سلطانعلی سلطان، تمرعلی بیگ و ... همچنین نام یکی از دختران او، شاه سرور خانم چگنی از بانوان صالحه خراسان بوده است، تاریخ می‌گوید بداق خان چگنی و مرشدقلی خان استاجلو وزیراعظم شاه عباس کبیر، خویشاوند سببی بودند بدین صورت که مرشدقلی خان با دختر (صبیه) بداق خان ازدواج نمود و خواهر خود را نیز به نکاح یوسفعلی خان پسر ارشد بداق خان درآورد و این وصلت به منزله سروری دو ایل چگنی و استاجلو در خراسان بزرگ بود.

### یوسفعلی خان چگنی
سلطان یوسفعلی خان امیراعظم چگنی که او را با نام یوسفعلی سلطان و یوسف خان نیز در کتب معتبر ثبت نموده‌اند، وی پسر ارشد امیرالامرا بداق خان و داماد مرشدقلی خان استاجلو نایب السلطنه شاه عباس بزرگ، همچنین حاکم سرحدات مرو و ماروچاق و از امرای معتبر خراسان و دولت صفوی بود.
در ذی‌الحجه سال ۱۰۰۷ هجری قمری بداق خان چگنی فرمانروای خراسان به مناطق ابیورد، نسا و مرو تاخت و آن نواحی را که در دست گماشتگان عبدالمومن خان ازبک بود بازپس گرفت، یکی از سرداران سپاه بداق خان چگنی، پسر ارشد او یوسفعلی خان بود که توانست با رشادت های فراوان و به وسیله قورچیان عظام و غازیان چگنی نیروی ازبک‌ را در هم شکنند.
میرزا بیگ جُنابدی در روضة الصفويه آورده است :
[ بالاخره پادشاه بنده نواز (شاه عباس بزرگ) چون حال مواکب سپهر اعزار بدان صفت صعوبت ملاحظه نمود حزم صایب و عزم غالب چنان متقاضی گردید که از ظاهر به بلخ کوچ فرموده به متنزهات ییلاقات خراسان خرامند و به وقتی دیگر که از اعتدال هوا و مرور صبا عرصه زمانه چون فردوس اعلی از عفونات بری گردد روی استظهار و استعداد بر این امر اقدام نماید بنابراین عنان معاودت انعطاف داده به صوب خراسان لوای فلک اعتلا به سپهر برین برافراشتند. چون مظنه آن بود که مخالفان ازبک بر اثر عساکر منصوره اظهار حیاتی نمایند و به متعاقب مبادرت نمایند بنابراین بکتاش خان استاجلو والی مرو، محراب خان قاجار والی سرکار تون و قاین، یوسف خان ولد بوداق خان چگنی صاحب مرو چاق و مرو رود را جهت ساقه سپاه و حراست ساقه جنود ظفر ورود بازداشتند، آنگاه رایات جلال در کنف حفظ و حمایت مُهَیمَن متعال کوچ بر کوچ متوجه خراسان گردید ... آن خون گرفتگان بر حسب فرمان باقی میرزا در تعاقب سرعت ورزیده بی تحاشی از آب خطب عبور نمودند، بعد از مرور ایشان بکتش خان از کمینگاه به خروج میل نموده بر کنار معبر اقامت نمود، چون بهادران اندک مسافت طی فرمودند
خوانین عظام بر توجه ایشان اطلاع یافته یوسف خان چگنی با هزار سوار کینه‌گداز که اکثر ایشان چگنی و کرد بودند، به کمینگاهی دیگر توقف فرموده و محراب خان در حال ظهور اثر ازبکیه گریزان گشته آن مقدار که آن جماعت را از کمینگاه بگذرانید. آنگاه عطفه عنانی نموده چون بهرام خون‌آشام که بعد از استقامت راجع گردد با سه هزار سوار نیزه گداز اسنه و سُیُوف به زهر آبدار استوار داده عنان به مرکبان برق رفتار سپردند و چون بلای ناگهانی به هیئات اجتماعی بر بهادران تاختن آوردند. جنود ازبک نیز در صدمه آن حمله ثبات قدم ورزیده به شیبه تیر مرگ تاثیر آب بر آتش حدّت متحملان می‌ریختند، در این اثنا یوسف خان چگنی از کمینگاه با هزار سوار از عقب بهادران رایت جلادت مرتفع گردانید. بهادران را در میان آن دو سپاه کار به اضطرار رسیده ساعتی حرکه‌المذبوحی به عمل آوردند، اما از دو جانب مبارزان قزلباش با سنان‌های آسمان خراش داخل ازبکیه گردیده بهادران روی به وای فرار نهادند. محراب خان قاجار و یوسف خان چگنی با چهار هزار سوار، که تمامی سپاه ماوراءالنهر را کفاف بودند، چون سیلاب منحدر به تعاقب اشتغال نمودند.]
لشکر فاتح چگنی پس از بازگشت از مرو با سه هزار سَرِ ازبک و مغول بر نیزه به نزد شاه عباس رفتند، شاه با دیدن این صحنه و خوشنودی از پیروزی سپاه ایرانیان، آن فرماندهان جان برکف را به نوازشات خسروانه مفتخر ساخت.
هنگامی که شاه عباس از خراسان به قزوین باز می‌گشت چون ملاحظه نمود که نظرعلی سلطان شاملو شایستگی نگهداری سرحدات مرو و ماروچاق را ندارد، او را از حکومت آن ناحیه معزول نموده، یوسفعلی خان پسر بداق خان چگنی حاکم مشهد را به حکومت و سرحدداری آن خطه مهم منصوب نمود.

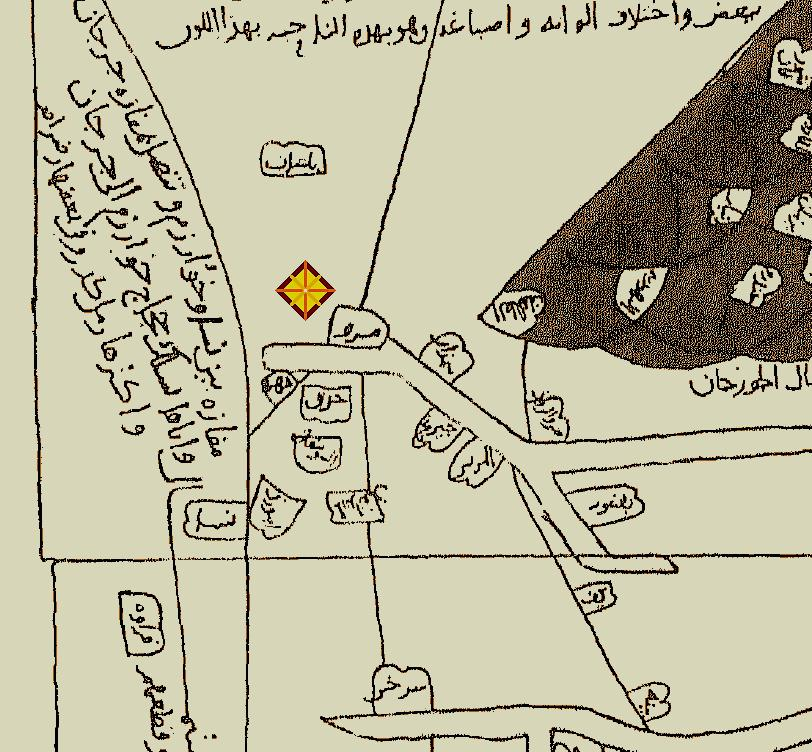
بریده‌ای از نقشهٔ خراسان کتاب صورة الارض ابن حوقل؛ نوشته شده در قرن چهارم هجری؛ در این نگاره که نقاط مهم بخش شمالی خراسان (ربع مرو) را نشان می‌دهد: شهر مرو در حدود میانه نگاره مشخص شده؛ نواحی مروالرود و جوزجان در سمت راست نگاره (شرق)؛ و نواحی نسا، ابیورد و سرخس را در دست پایین نگاره (جنوب) دیده می‌شود.

### بیرامعلی خان چگنی
سلطان بیرامعلی خان چگنی، منابع تاریخی از او با نام های بیرامعلی سلطان، بیرام خان و سلطان بیرامعلی هم یاد کرده‌اند، وی از امرای معتبر، مقتدر و از سرداران لر خطه خراسان و یکی از یازده پسر امیرالامرا بداق خان چگنی بود که به مرتبه امارت رسید.
بیرامعلی خان در ابتدای قرن یازدهم هجری حاکم هرات بزرگترین شهر و مرکز خراسان دوران صفوی بود، اسنادی مربوط به سال ۱۰۰۲ (ق) وجود دارد و اینگونه مخاطب قرار گرفته است:
"... حسب الامر نواب نامدار عدالت شعار سلطان بیرامعلی چگنی ..."
بیرامعلی خان مردی با درایت و سیاست بود، ایشان علاقه زیادی به علم و ادب داشت، در طول حکومت خود در هرات در عمران و آبادانی آن ولایت کوشید و کتابخانه‌ای بزرگ دایر کرد که محل مطالعه و کتابت بزرگان اهل قلم آن روزگار بود.
در کتاب از شیخ صفی تا شاه صفی صفحه ۱۶۷ آمده است :
خبر کشته شدن عبدالمومن خان ازبک و بشارت فتح مشهد مقدس به پایه سریر اعلی رسید، نواب خاقان شکر الهی به تقدیم رسانیده به تاریخ ۲۴ شهر ذی‌الحجه الحرام در کنار رودخانه شهر طوس نزول اجلال فرمودند و فرهادخان و امرا و اعیان مشهد مقدس به استقبال موکب همایون آمده و وظایف خدمتگزاری به جای آوردند، و امرای چرخچی را به تسخیر الکاء هرات روانه فرمودند و آن بلاد نیز به تصرف دولت قاهره درآمد و در ۲۵ شهر مذکوره به زیارت آستانه مقدسه فایض شده، حکومت آنجا را به بیرام‌خان چگنی شفقت فرمودند.
خبر رسید که دین محمدخان در هرات طرح سلطنت انداخته بیست هزار کَس بر سر او جمعیت کرده‌اند، نواب خاقان فرهادخان را با امرای چرخچی به تعجیل روانه هرات فرمودند و خود به دولت و اقبال سه روز در مشهد معلی توقف فرموده تولیت آستانه مقدسه را به قاضی سلطان تبریزی عنایت فرمودند و بیرام خان چگنی و شاهقلی سلطان بیات را با پانصد نفر از قورچیان عظام همراه نورمحمدخان به جانب مرو و نساء و ابیورد فرستادند که مملکت موروثی او را به دست درآورده به او بسپارند. در همان سال ۱۰۰۶ (ق) پس از کشته شدن حسنعلی خان فرزند بداق خان چگنی حاکم بسطام، برادرش بیرامعلی خان به حکومت بسطام منصوب شد، در اواخر سال ۱۰۰۶ (ق)، یوسفعلی خان پسر ارشد بداق خان چگنی حاکم مشهد پس از آنکه به حکومت مرو و ماروچاق منصوب شد، برادرش بیرامعلی خان چگنی را که حاکم بسطام بود به معاونت وی در آن حدود الکاء داده و مایحتاج لشکر او از زر و اسلحه و یراق و ضروریات قلعه و آذوقه بر وجه لایق سرانجام یافت.

### حسنعلی خان چگنی
سلطان حسنعلی خان چگنی یکی از یازده پسر بداق خان است، مورخان عهد صفوی و متاخر او را با اسامی حسنعلی سلطان، حسن خان و سلطان حسنعلی هم ثبت کرده‌اند، وی حاکم خبوشان، همدان و بسطام بوده است که در سال (۱۰۰۶ ق) به دست ازبکان در بسطام کشته شد.
اسکندر بیگ منشی در کتاب عالم آرای عباسی می‌نویسد:
"شاه عباس، بوداق خان چگنی را منظور نظر شفقت گردانیده به منصب والای لَلگی و اتابیگی پسر خود شاهزاده سلطان حسن میرزا معزز و سربلند گردانید و حکومت مشهد مقدس معلی نامزد او شد و الکاء خبوشان و محالی که سابقاً به او متعلق بود به اولاد او حسنعلی سلطان و حسینعلی سلطان چگنی و سایر برادران تقسیم یافت."
در اوایل قرن یازدهم هجری، حسنعلی خان چگنی به عنوان حاکم همدان منصوب شد، در طول حضور حکمرانی او در همدان اتفاقات مهمی به وقوع پیوست که در کتاب‌های تاریخی دوران صفویه به آن‌ها اشاره شده است.
دخالت تکلوها در عصیان ملک بهمن نیز حائز اهمیت است. ملک بهمن والی لاریجان اطاعت قزلباش را چنانکه باید نمی‌کرد و به دلیل حصانت قلاع خود مغرور شده، طریق دشمنی با شاه عباس می‌پیمود.
عده‌ای از تکلوها در ادامه مبارزات خود علیه صفویان و پس از اینکه به دست شاه عباس تارومار گردیدند، به ملک بهمن حکمران لاریجان پیوستند. این حادثه در سال (۱۰۰۵ ق/ ۱۵۹۶ م) برابر با سال دهم سلطنت شاه عباس اتفاق افتاد. تکلوها که همراه ملک بهمن و ملازم وی شده بودند، در زمان محاصره قلعه آمل در قلعه‌داری اصرار ورزیدند. شاه عباس وقتی این خبر را شنید دستور قتل عام تکلوها را صادر کرد. بنابر روایت اسكندر بيگ منشی، از حوادث سال دهم حکومت شاه عباس مغضوب شدن طایفه تکلو است. در این سال چند نفر از طایفه تکلو ملازم ملک بهمن شده قلعه آمل را ایشان نگاه می‌دارند، این معنی موجب اشتغال نایره غضب شاهانه گشته به قتل‌عام آن طایفه امر فرمود، مقرر شد که هرکس از آن طایفه در هر جا باشد حاکم آنجا به قتل آورد بر مستملکاتش رقم تملک کشد و چون بیشتر در همدان و قلمرو علیشکر اقامت داشتند، حسنعلی خان چگنی بسیاری از آن طبقه را به راه عدم فرستاد که از عظمای تکلو که در این قصه راه عدم پیمودند، مصطفی خان ولد مسیب خان و ولی بیگ است بعد از اطفاء نایره بر بقیه ترحم نموده جمعی از قورچیان تکلو که مانده بودند به دستور قورچی شدند ...
مراد محمودی چگنی در مقدمه کتاب نقدهایی بر تواریخ معاصر چگنی صفحه ۷۱ و ۷۲ می‌گوید:
حسنعلی سلطان چگنی ولد بداق خان در سال (۱۰۰۴ ق) حکومت همدان را در دست داشت، در آن سال (۱۰۰۵ قمری و احتمالاً بعد از غائله طایفه تکلو) جمعی از ولایت الوار و اکراد قلعه سعدوقاص را که در اختیار رومیه (عثمانی یا ترکیه امروزی) بود به تصرف درآوردند و خراب کردند و به نهاوند که در دست مستحفظان و حاکم نظامی دولت عثمانی بود، حمله آوردند. نیروهای مستحفظ عثمانی نهاوند، عریضه به خدمت شاه عباس نوشتند و حسن‌علی خان چگنی را عامل و محرک الوار و اکراد شورش‌گر دانستند. شاه عباس بنا به مصلحت، حسنعلی خان چگنی را از حکومت همدان عزل و به حکومت بسطام منصوب نمود. حسنعلی خان در سال (۱۰۰۶ ق) به دست ازبکان کشته شد و شاه عباس برادرش بیرامعلی سلطان را به جای او به حکومت بسطام منصوب نمودند.
حسین بن مرتضی حسینی استرآبادی در تاریخ سلطانی - از شیخ صفوی تا شاه صفی چنین می‌نگارد:
تخاقوی‌ئیل یک هزار و شش، سال یازدهم جلوس
نوروز روز جمعه غره شهر شعبان - نواب خاقان به سبب مولود مسعود سلطان، محمدمیرزا در عمارت چهل ستون قزوين مجلس بزم و نشاط آراستند و به پایه سریر اعلی عرض نمودند که جماعت ازبکیه پا از دایره اعتدال بیرون گذاشته به الکاء خراسان تاخت آورده، میرزاعلی عرب عامری و حسن‌علی خان چگنی حاکم آنجا را به قتل رسانیده و شاهعلی خان میر چمشگزک بعد از واقعه مذکوره تعاقب کرده ایشان را به دست درآورده به قتل رسانیده آنچه برده بودند بازگردانید و سر مقتولان را به پایه سریر اعلی فرستاد. نواب خاقان به ازاء خدمت نمایان او را به خلاع فاخره سرافراز و سربلند گردانید و ایالت بسطام را به بیرامعلی سلطان برادر حسن خان چگنی شفقت فرمودند و حسین خان شاملو حاکم قم، ولی خان میرزا نواده دورمش خان شاملو و حسین خان مصاحب قاجار حاکم ری را با قشون بیشماری به محافظت قلعه بسطام مامور فرمودند.

### حسینعلی خان چگنی
سلطان حسینعلی خان بعد از واقعه شورش بداق خان، در سال (۹۹۹ ق) با شاهزاده حسن‌میرزا جهت عذر تقصیر به حضور شاه طهماسب آمد، به نوعی به عنوان گروگان در دربار باقی ماند. به قول اسکندربیگ ترکمان از مقربان بزم شاهی بود. اسکندربیگ بهانه کشتن حسینعلی خان را به امر شاه عباس چنین نوشته است:
حسینعلی خان چون مردی محیل و فتنه انگیز و زبانش با دل موافقت نداشت و نیز داعیه حکومت در سر می‌پروراند، در خراسان ناهنجاری از وی صدور یافت. شاهزاده حسن میرزا را به قلعه خبوشان برد و مدتی مدعی حکومت شد، از این جهت محل اعتماد نبود. چون روی ارادت با پایه سریر آورد و شاهزاده به دست آمد و پدرش با ایل و عشیرت و اولاد و اقربا در خراسان بود، چند مدتی بنا  به مصلحت اندیشی شرف حضور داشت در سفر پادشاه به شیراز سزاوار تیغ شحنه سیاست شد. به امر پادشاه کورحسن استاجلو که از مقربان حرم خلوت خانه، او را به جزا و سزای اعمالش رسانید.

### سلطان‌علی سلطان چگنی
فرزند بداق خان محافظ و پیشرو موکب شاه‌عباس در جنگ با  دین محمد خان ازبک در هرات بود. هوشیاری و دقت وی، سبب نجات جان پادشاه ایران و کشته شدن دین‌محمد خان شد. ماجرا از این قرار بود که جناح راست لشگر ایران به فرماندهی فرهادخان قرامانلو شکست خورد و فرهادخان فرار نمود. دین‌محمد خان با هزار سوار، به شاه عباس که با سیصد سوار به فرماندهی سلطانعلی سلطان چگنی و نیز عده‌ای از بزرگان از جمله صفرعلی خان چگنی، بر بلندی ایستاده بود و میدان جنگ را زیر نظر داشت، حمله آورد. سلطان‌علی سلطان با در جریان قرار دادن شاه عباس، به امر پادشاه به مقابله با دین‌محمد خان پادشاه ازبک پرداخت و در گیرودار جنگ دین‌محمد خان زخم برداشت و فرار نمود، سپاه وی شکست خورد و مردم یکی از روستاها که او را زخمی می‌بینند، می‌کشند.

### تمرعلی بیگ چگنی
یکی از یازده پسر بداق خان بود، ملا جلال‌الدین محمد منجم یزدی در مورد کشته شدن تمرعلی بیگ می‌نویسد: در سال (۱۰۱۶ ق) قزلباشان شهر شماخی را محاصره کردند. هر روز با ضرب توپ و بالمیز برج‌ها و خانه قلعه را ویران می‌کردند. اهل قلعه بیرون آمدند و قزلباش را هدف تفنگ می‌گرفتند. روز دوشنبه هفدهم اهل شماخی از دروازه بادکوبه بیرون آمدند و قزلباش به سرداری علی قلی خان شاملو ایشیک آغاسی طرفه جنگ شد. اکثر رومیان (عثمانی ها) به تیغ قزلباش کشته شدند. برخی از قزلباش زخمی شدند و تمرعلی بیگ ولد بداق خان چگنی کشته شد.

## تاریخ طایفه بداق پس از صفویه

### بازگشت از خراسان به لرستان
بعد از مرگ شاه عباس کبیر عده‌ای از چگنی‌های تبعید شده به خطه خراسان بزرگ ازجمله اولاد حسنعلی سلطان چگنی فرزند بداق خان امیرالامرای دولتین صفوی (شاه طهماسب، شاه محمد خدابنده و شاه عباس کبیر) بر اثر هرج و مرج و بی لیاقتی جانشینان شاه عباس به خصوص خشونت شاه صفی یکم در حدود یکصد سال بعد از تبعید، از خراسان بزرگ به اوطان خود سرزمین کنونی لرستان و چگنی بازگشتند، غافل از اینکه سرزمین آبا و اجدادی آن‌ها بعد از تبعید آنان به تصرف حاکمان دست نشانده وقت درآمده و برای اخذ مالیات به سایر طوایف به اجاره واگذار گردیده است.
آنان (چگنی‌ها) هم از بروجرد تا جنوب شهرستان چگنی امروزی را متصرف شدند، طایفه کنونی بداق اولاد حسنعلی سلطان به ناچار بعد از ورود به ناحیه امروزی چگنی به دو تیره مهرعلی خانی و رحیم‌خانی (مهرعلی خان و رحیم خان پسران بهروزخان بودند) تقسیم می‌شوند. این دو تیره از طایفه بداق چگنی به طور مشترک قسمتی از املاک منطقه چگنی از برآفتاب گم به سمت پل ساسانی (کشکان) تا دره قرقره منتهی به شرق میشکر را صاحب می‌شوند. املاک مورد نظر بین این دو تیره از طایفه بداق به طور مساوی تقسیم می‌شود.
ریاست بر ایل چگنی لرستان
اولاد بداق خان از دوران صفویه و پس از بازگشت به لرستان تا اوایل قاجار همچنان بر ایل چگنی ریاست داشته‌اند، تا ابتدای سلسله قاجار اولاد و احفاد بداق خان بلامعارض به ریاست خود ادامه می‌دادند و تمام امور طایفگی، اعم از رتق و فتق امور و وصول مالیات و حواله‌ی سرباز همه با آن‌ها بود. در دوران زندیه تا سال (۱۲۱۵ ق) درگیری‌ها و قتل‌های درون طایفه‌ای سبب تضعیف قدرت سیاسی طایفه بداق گردید که در پی آن وقایع، جمعیت زیادی از این طایفه و برخی تیره‌های آن، منطقه چگنی را ترک و به سایر نقاط لرستان و استان‌های همجوار نقل مکان کردند.

### دوران افشاریه
اولاد بداق خان چگنی در خطه‌ی خراسان در عهد نادری همچنان دارای عزت و اعتبار بوده و ازجمله سرداران تاثیرگذار آن سامان و دولت افشار می‌توان به اوغرلو خان چگنی عضو شورای عالی قوچان و اسدالله بیگ چگنی فرزند باقرآقا بیگ که اکنون اولاد و احفادشان به طوایفی مهمی در خراسان تبدیل شده‌اند به نام‌های طایفه اغورلومییَتخان (کُرد زبان) و طایفه خوانین چکنه (ترک زبان) اشاره کرد.
نادرقلی افشار که هنوز تاجگذاری نکرده بود و شاه تهماسب دوم بر تخت سلطنت بود، پس از آنکه قبایل تاتار و ترکمن‌ را مطیع خود ساخت، برای سران ایلات کرد خراسان جهت پیوستن به خود پیغام فرستاد، اما ایلات کرد وی را حمایت نکرده و پیغام نادر را به تمسخر گرفتند، نادر مجبور شد برای به اطاعت دراوردن اکراد خراسان با نیروهایش به قوچان حمله کند و کردان شمال خراسان شامل ایلات چمشگزک، زعفرانلو، کیوانلو و رشوانلو را سرکوب کرد و به اطاعت خود درآورد.
باقی مانده کردها به رهبری محمدحسین خان زعفرانلو پسر سام خان رئیس کردان چمشگزک و شاهوردی خان کیوانلو به مقابله با نادر شتافتند و در نهایت برای بار دوم کردهای خراسان از سپاه نادر شکست خوردند، نادر پس از دستگیری سران کُرد از گناه آنان گذشت و به جای اینکه سر آنها را جدا کند به کردها پیشنهادی داد، نادر شنیده بود سام خان زعفرانلو دختری زیبا دارد، با درایت به این فکر می‌کند با دختر سام خان رئیس کردان خراسان ازدواج کند و از این طریق کردهای خراسان را مطیع و هم پیمان خود سازد و به سران کرد می‌گوید:
من میل دارم صلح و صفا بین ما پایدار بماند، این نظر تامین نخواهد شد، مگر میان ما وصلتی بشود و قوم و خویشی و اتحاد واقعی بوجود آید، بنابراین پیشنهاد من آن است که محمدحسین خان خواهر خود را به همسری من درآورد، تا از این طریق اتفاق و یگانگی کامل بین ایلات و طوایف مناطق درگز و قوچان ایجاد گردد. پس از پیشنهاد نادر، سران ایلات کرد به مشورت پرداخته و محمدحسین خان زعفرانلو خواستگاری نادر از خواهر خود را پذیرفت اما بسیاری از خوانین با سروری نادر بر خراسان مخالف بودند و پیشنهاد دادند که گوهرتاج خانم به همسری شاه طهماسب دوم صفوی درآید.
اختلاف بر سر این قضیه بین سران کرد بالا گرفت تا جایی که تصمیم بر آن شد شورای ایلات تشکیل شود، پس از تشکیل شورای عالی کردها در قوچان بین موافقان ازدواج گوهرتاج خانم با نادر و یا ازدواج او با شاه طهماسب دوم رای گیری شد، نتیجه آن شد که گوهرتاج خانم زعفرانلو با نادر ازدواج کند، یکی از سردارانی که موافق نادر بود، اغورلو خان چگنی رئیس وقت ایل چگنی قوچان بود، او که از اعقاب امیرالامرا بداق خان چگنی فرمانروای خراسان در دوران شاه عباس اول صفوی بود در جنگ‌های نادرشاه در داغستان شرکت داشت و از سرداران دلیر نادرشاه افشار به شمار می‌رفت.

### دوران زندیه
نقش طایفه بداق چگنی در سلسله زندیه و هجرت به شیراز
بعد از انقراض سلسله افشاریه و ظهور کریم‌خان زند و شکست او در برابر سردار قدرتمند افاغنه بنام آزادخان افغان، در سال ۱۱۶۶ (ق) برای استمداد نیروی جنگی وارد قلعه فلک افلاک خرم‌آباد شد، اکثر ایلات و طوایف لرستان منجمله ایل بزرگ چگنی اعلام همبستگی نمودند. در این اعلام حمایت، ولی چگنی از بزرگان طایفه بداق که دارای سه پسر به نام‌های علیرضا بیگ، محمودرضا بیگ و موسی‌رضا خان بوده و براساس خصلت جنگجویی که داشته‌اند، همراه یکی از پسرانش به نام محمودرضا و دوتا از برادرزاده هایش به نام‌های عباس‌خان و رحمان چگنی وارد اردوی خان زند می‌شوند. در جنگی که در دوآب سیلاخور بروجرد بین سردار لر کریمخان زند و آزادخان افغان به وجود می‌آید، عده‌ای از طرفین کشته شده ازجمله ولی پدر محمودرضا از طایفه بداق چگنی. محمودرضا بعد از کشته شدن پدرش تا پیروزی نهایی سردار زند به او وفادار بود، در شیراز تشکیل خانواده می‌دهد، بعد از مرگ کریم خان در سال ۱۱۹۳ (ق) که سرداران زند بر سر جانشینی او شمشیر بر روی یکدیگر کشیدند که در مجموع شانزده نفر از دلیرترین افراد قوم لر به ضرب گلوله کشته می‌شوند.
جنگجویان طایفه بداق چگنی چون وابسته به سرداران شکست خورده بودند شیراز را ترک نموده، محمودرضا چگنی به منطقه کوهمره در چهل کیلومتری جنوب غربی شیراز هجرت کرده‌اند. سیزده سال بعد از این وقایع، در سال ۱۲۰۶ (ق) آقامحمد خان قاجار بعد از تصرف همه ایران، شیراز را متصرف شد. این تیره از طایفه بداق چگنی بعد از تصرف شیراز به دست پادشاه قاجار ناچاراً به عنوان نزدیکان سلسله زندیه که در خطر تبعید قرار داشته‌اند، کوهمره را ترک و به ناحیه عشایری حسین‌آباد در ۷۵ کیلومتری جنوب کازرون نقل مکان کرده‌اند و در حال حاضر ساکن روستای قدیمی قنات باغ در ۳۵ کیلومتری غرب شهرستان فراشبند استان فارس ساکن هستند و دارای کشاورزی و نخلستان می‌باشند. عده‌ای نیز در شهرهای شیراز، کازرون، شهرک ده بالا، فراشبند، فیروزآباد استان فارس و شهرهای کنگان، جم و عسلویه در استان بوشهر می‌باشند. این تیره از طایفه بداق در بین خودشان به دو تیره خدامراد و علی‌مراد تقسیم و فامیلی آن‌ها برگرفته از جدشان (ملا امیر) به نام امیری می‌باشد. پسرعموهای محمودرضا به نام‌های عباس‌خان چگنی و رحمان چگنی در شیراز فوت نموده و اولاد عباس‌خان در روستاهای اسفنجان جهرم، باوریان فیرورآباد و مظفری کوار ساکنند و حدود دویست خانوار می‌باشند. اولاد رحمان فرزند علی چگنی در حال حاضر جزو ایل باصری که یکی از ایلات فارس زبان و از اتحادیه ایلات خمسه هستند، قرار دارند.

تعدادی از افراد طایفه بداق چگنی ساکن استان فارس، شهرستان فراشبند، روستای قنات‌باغ - ایستاده از سمت راست :دکتر منصور محمدی،
رسول محمدی،
خداخواست امیری،
حاج احمد امیری،
مهندس حسین محمدی و ...
، نشسته : ایمان زارع

آغاز اختلافات و درگیری‌های درون طایفه‌ای
تیره مهرعلی خانی (حاجی‌کلی) از طایفه بداق به خاطر خرید املاک امروزی مارانه که طبق سند موجود محرم الحرام سال (۱۱۹۴ ق) توسط تیره رحیمخانی طایفه بداق خریداری شده بود به همین علت اختلاف بین دو تیره در آن زمان شکل می‌گیرد، بعد از رفع اختلاف فرزندان مرحوم علی‌نقی خان از تیره مهرعلی‌‌خانی، موسی از تیره رحیم‌خانی را در سال (۱۱۹۷ ق) در املاک اشتراکی خود با تیره‌ای از طایفه پیرحیاتی واقع در کالیاب به مهمانی دعوت می‌کنند و در آنجا موسی را به قتل می‌رسانند و جنازه‌اش را بر پشت اسب خودش بسته و در محل سکونت تیره رحیمخانی به نام تنگ موسی (از تیره رحیمخانی که اکنون طایفه کنونی بداق ساکن شهرستان چگنی است و در کیلومتر ۵ جاده سراب‌دوره به ویسیان) واقع شده رها می‌کنند.
وابستگان موسی جنازه را از اسب پیاده می‌کنند و بعد از تشریفات، وی را در قبرستان حیات‌الغیب به رسم امانت به مدت یک سال به خاک سپرده و بعد از یک سال، در سال (۱۱۹۸ ق) توسط اقوامش، فرزندان علی‌رضا بیگ نبش قبر و به قبرستان وادی‌السلام نجف اشرف انتقال و در کنار تربت علی بن ابی‌طالب به خاک سپرده می‌شود، بعد از خاکسپاری جسد موسی، اقوام ایشان به دنبال انتقام خون او در طول مدت چند سال بیش از ده نفر از طرفین دو تیره از طایفه بداق ازجمله شرف‌خان و زکی‌خان فرزندان علی‌نقی خان به خون‌بس موسی کشته می‌شوند، بر اثر این نزاع و برادرکشی بین دو تیره از طایفه بداق چگنی، طرفین دعوی، املاک خود را ترک نموده و سرانجام در سال (۱۲۱۵ ق) با پادرمیانی خدایی خان ایلخان ایل سلسله که دخترش همسر موسی خان چگنی (مقتول) بوده و میرکرم فرزند شه‌کرم و هاشم بیگ فرزند کاظم بیگ امیر و تعدادی از خیراندیشان منطقه چگنی بین دو تیره از طایفه بداق خون‌صلحی منعقد می‌شود.

### دوران قاجاریه
مهاجرت تیره مهرعلی خانی از طایفه بداق چگنی
در سال (۱۲۱۵ ق) پس از خون‌صلح میان دو تیره مهرعلی‌خانی و رحیم خانی طایفه بداق چگنی، سال‌ها در کنار هم زندگی مسالمت آمیز داشتند، تا اینکه بین اعضای تیره مهرعلی خانی اختلاف افتاد و از این بابت اقدام به فروش املاک خود در سال (۱۲۴۴ ق) به طایفه پیرحیاتی نمودند، بر اثر اختلافات خانمان‌سوز و ادامه دار که در ادوار مختلف بین طوایف رخ می‌داد، تیره مهرعلی خانی بداق نیز کوچ کرده و از سرزمین آبا و اجدادی خود دور گشتند، این تیره از طایفه بداق در این کوچ غم‌بار و بدون بازگشت به دو شعبه تقسیم شدند، یکی از این شعبات از مسیر غرب به مناطق طرهان، به میان مردمان بخش‌های هلیلان، مله شه‌بداق و به سمت ماهیدشت کرمانشاهان و همچنین مناطق ایلام (لرستان پشتکوه) شهرستان‌های سیروان و چرداول، ناحیه لومار رفته و بین مردم آن مناطق ادغام شدند.
شعبه دوم از مسیر شمال خرم‌آباد حرکت و به علت اختلاف شدید نزاع‌های گذشته که هم بیعت بودند به چند گروه تقسیم شدند، گروهی از آنان به سرپرستی هلیلان فرزند علی‌نقی خان چگنی از تیره مهرعلی‌خانی اقدام به خرید ملک زراعتی در دهستان ده‌پیر نموده و در آنجا ساکن شدند و اکنون به ملک حاجی‌کلی معروف است که قبل از انقلاب ۱۳۵۷ آن را به طایفه رکرک فروختند. گروه‌های دیگر نیز به طرف دورود، بروجرد، شازند، اراک، ملایر و نهاوند رهسپار گشته و هم‌اکنون در همان مناطق ساکنند.
آن دسته از مهرعلی‌خانی ها که در دهپیر ساکن بودند در دوران ناصرالدین‌شاه و به علت ظلم و جور حاکمان وقت لرستان ازجمله مسعود میرزا ظل‌السلطان قاجار که بر خوانین و رعایای لر داشتند، عده‌ای از بزرگان این تیره از طایفه بداق همچون غلامعلی خان پدر حاجی‌کلی به همراه سایر بزرگان ایلات لرستان اعم از چگنی، دلفان، سلسله و ... در کوه‌های چگنی یاغی شدند.
پس از مدتی با توجه به اختلافی که میان دو طایفه عالیخانی و رحیم‌خانی سگوند به وقوع پیوسته بود، تیره مهرعلی‌خانی بداق بعلت وصلت و ارتباط با سگوند رحیم‌خانی جانب آنان را گرفته و به همراه طایفه رحیم خانی سگوند به خوزستان هجرت نمودند و عملاً در همه نبردهای بین طایفه سگوند رحیمخانی با طوایف مختلف عرب خوزستان، بعنوان هم‌پیمان سگوندها در تصرف زمین‌های کشاورزی و دامداری عشایری در مناطق میناب، آهودشت و دشت عباس شرکت فعال داشتند. در پی جنگ با اعراب حلفایه در ۳۹ کیلومتری شهر عماره عراق و ۱۳۰ کیلومتری شوش ایران که در پی آن بگعالی سردسته جنگجویان تیره حاجی‌کلی بداق مورد اصابت گلوله قرار گرفت و کشته شد.

### دوران پهلوی اول
تیره حاجی‌کلی بداق ساکن شوش در دوران پهلوی اول
گروهی از تیره مهرعلی خانی بداق از نسل غلامعلی خان چگنی مشهور به تیره حاجی‌کلی که به همراه طایفه رحیمخانی سکوند به خوزستان مهاجرت کرده بودند در دوران پهلوی اول سرگذشت پر فراز و نشیبی را طی نمودند، فروردین سال (۱۳۰۸ ه.ش) نبرد مشهور پیزلکو در ناحیه پل نادری شوش کنار رودخانه کرخه میان تیره حاجی‌کلی بداق (چگنی) و نیروهای حکومتی با همراهی طایفه رحیم‌خانی سکوند به عنوان شاه‌دوست به وقوع پیوست، در جنگ پیزلکو تعدادی از طرفین درگیر کشته و زخمی شدند. جنازه کشته شدگان به دستور عباسقلی خان حاجی‌کلی در قبرستانی به نام جگری (چنگروی که برگرفته از نام چگنی است و در گذشته محل قشلاق ایل بزرگ چگنی بوده و آن قبرستان اکنون توسط دریاچه سد کرخه پوشیده شده است) بر اثر آن درگیری سران تیره حاجی‌کلی مدت‌ها یاغی شده و به انتقام جویی از نیروهای حکومتی و همراهان غلامخان رحیمخانی سکوند می‌پردازند.

نیروهای نظامی نیز در چند حمله سحرگاهی به سیاه‌چادرهای طایفه حاجی‌کلی، موفق به دستگیری غافل‌ خان چگنی می‌شوند و وی را به زندان اهواز منتقل می‌کنند، پس از یک سال تیمسار همایونی با پیشنهاد سوگند به قرآن یا انتخاب حکم اعدام به غافل خان، وی سوگند یاد کرده و پسرعموهای خود را دعوت به تسلیم و معرفی به قانون می‌کند.
سرانجام طایفه حاجی‌کلی بعد از زد و خوردهای مسلحانه بسیار که با نیروهای دولتی و خوانین عامل دولت اول داشتند نهایتاً با اقدام به موقع و دلسوزانه غافل خان چگنی از طریق مکاتبات و پیگیری های فراوان وی با حکومت مرکزی و مساعدت فرماندار نظامی وقت اهواز تیمسار همایونی مستقر در خوزستان، بالاخره عفو ملوکانه شامل حال افراد تیره حاجی‌کلی از طایفه بداق ایل چگنی می‌شود و آنان به میان طایفه خود برمی‌گردند. لازم به ذکر است که این افراد از طایفه حاجی‌کلی از تصمیم گیرندگان و فرماندهان جنگ دشت‌عباس و آهودشت با اعراب خوزستان بودند. بعد از این تاریخ بود که غافل خان چگنی تنها فرد تصمیم گیر ناحیه شوش دانیال، دشت عباس و اندیمشک شد  و امنیت به تمام مناطق تحت نفوذ حاکمیت خود آورد. یاغی‌گری و دزدی از مناطق تحت نفوذ وی رخت بر بست و غافل‌خان زبانزد عام و خاص شد.

خوانین و بزرگان شوش خوزستان دوران پهلوی دوم - پارچه سفید که به بازو بسته‌اند به منظور روز ملی ارتش شاهنشاهی می‌باشدعکس در منطقه عباسیه شوش (املاک غلامشاه خان خاکرند بزرگ خاندان تیره حاجی‌کلی طایفه بداق چگنی و از عمده ملاکین منطقه شوش خوزستان) گرفته شده است.
اسامی افراد مطابق شماره :
۱- حاج عبدالرضا کلیدساز
۲- سرهنگ ایازی
۳- محمدحسین خان رحیم‌خانی سکوند
۴- کاظم خان باباری
۵- غافل خان چگنی
۶- صالح چعب
۷- نصیرخان رحیم‌خانی سکوند
۸- عباس دیناروند
۹- غنیم آل کثیر
۱۰- لطفعلی رحیم‌خانی سکوند
۱۱- غلامشاه خان خاکرند (حاجی‌کلی چگنی)
۱۲- کاید غضبان دیناروند
۱۳- غلامرضا باباری
۱۴- شیخ صالح مشطا سرخه

تیره رحیمخانی بداق ساکن لرستان در دوران پهلوی اول
مبارزان طایفه بداق در درگیری‌های ابتدای حکومت پهلوی اول و قیام عشایر لرستان بین سال‌های ۱۳۰۳ تا ۱۳۰۶ بخصوص عملیات محاصره خرم‌آباد و نبرد مشهور به "سال جنگ توپ" حضور فعال داشتند، در سال ۱۳۰۶ خورشیدی با آغاز قیام ایلات طرهان به رهبری علی‌محمد خان غضنفری امرایی، دولت وقت به منظور سرکوب آنان اقدام نمود، در پی حمله نیروهای حکومت به طرهان، ابتدا سرتیپ شاه‌بختی فرمانده لشکر غرب در مورخ ۲ آذر ۱۳۰۶ با ارسال اخطاریه‌ای به سران ایل چگنی که مخالف با ورود نیروهای دولت جهت گذر از مسیر چگنی به طرهان برای سرکوب نیروهای عشایر بودند، در این رهگذر اولتیماتومی به سران چگنی مخالف حضور قشون دولتی ارسال می‌شود که تا روز سوم جمادی‌الثانی یعنی روز ششم آذرماه در مقر نظامیان حاضر شوند، در صورت سهل‌انگاری عملیات نظامی برعلیه آنان شروع خواهد شد. در این اخطاریه اسامی پنجاه نفر از سرکردگان طوایف مختلف چگنی مورد خطاب قرار گرفته ازجمله کدخدا میران و کدخدا میرزامراد روسای طایفه بداق چگنی، این مراسله به طور تحت‌المال تحت چهار نسخه توسط محمدخان طولابی ارسال گردیده است.

## جغرافیای سکونت و پراکندگی

### بداق‌های لرستان
طایفه بداق چگنی ساکن استان لرستان در گذشته در روستایی به همین نام اسکان داشته‌اند، هم‌اکنون در روستاهای مختلف شهرستان چگنی و شهر سراب‌دوره، شهرهای خرم‌آباد، بروجرد، سلسله، دلفان وکوهدشت نیز به سر می‌برند.

روستای خالی از سکنه بداق - شهرستان چگنی - لرستان

سابقاً در عهد صفویه پس از بازگشت طایفه بداق چگنی از خراسان به سرزمین آبا و اجدادی خود لرستان، دو تیره به نام‌های مهرعلی‌خانی و رحیم خانی تشکیل داده و املاک بسیاری از برآفتاب گَم تا پل کشکان و تا دره قرقره منتهی به شرق میشکر را صاحب می‌شوند. اکنون روستای بداق در جوار رودخانه کشکان خالی از سکنه می‌باشد.

### بداق‌های استان فارس
در دوران زندیه تعدادی از بزرگان طایفه بداق وارد سپاه کریم‌خان زند شده در این راه، ولی چگنی در جنگ با آزادخان افغان کشته شد و سه نفر از جنگجویان بداق به اسامی محمودرضا بیگ، عباس خان و رحمان عضو لشکر زندیه به شیراز رفتند، اکنون اولاد آنان در مناطق قنات باغ فراشبند، کازرون، شیراز، شهرک ده بالا، باوریان فیروزآباد، کنگان، جم، عسلویه در استان بوشهر، اسفنجان جهرم و مظفری کوار ساکنند.

### بداق‌های خوزستان
در دوران قاجاریه شاخه‌ای از تیره مهرعلی‌خانی طایفه بداق چگنی به علت نزاع و درگیری داخلی به استان خوزستان و شهرستان شوش مهاجرت کرده‌اند، آن‌ها پس از جدایی از طایفه اصلی خود (بداق) به نام حاجی‌کلی یکی بزرگان مهرعلی‌خانی مشهور شده و هم‌اکنون در شهرستان شوش به نام تیره حاجی‌کلی چگنی شهرت دارند.

### بداق‌های خراسان
سرولایت نیشابور
بخش سرولایت یکی از بخش‌های شهرستان نیشابور در استان خراسان رضوی ایران است. شهر چکنه مرکز این بخش است. بر پایه سرشماری عمومی نفوس و مسکن در سال ۱۳۹۵ جمعیت این شهر ۱٬۳۸۱ نفر (در ۴۴۰ خانوار) بوده‌است. اکثر اهالی این شهر از ایل چگنی هستند و به علت همزیستی با ترکان بیات و جمعیت کمتر نسبت به ترک‌های خراسان به زبان ترکی خراسانی تکلم می‌کنند.

ورودی شهر چکنه مرکز بخش سرولایت نیشابور

دو طایفه از ایل چگنی ساکن خراسان خود را از اعقاب امیرالامرا بداق خان چگنی فرمانروای خراسان در دوران صفویه می‌دانند. طایفه خوانین و بیگ های چکنه ساکن بخش سرولایت شهرستان نیشابور که به علت همزیستی با ترکان خراسان به زبان ترکی صحبت می‌کنند. این طایفه نسب خود را به اسدالله بیگ فرزند باقرآقا بیگ چگنی و از اعقاب بداق خان می‌رسانند. طایفه مذکور رجال نامدار و معتبری به جامعه تحویل داده است.
ایل چگنی را پس از آنکه به خراسان کوچ دادند به سه قسمت تقسیم کردند، یک قسمت در چکنه ماندگار شدند. قسمتی به اطراف نیشابور اعزام گردیدند و قسمتی هم به اطراف هرات فرستاده شدند. بوداق خان چگنی که با نزدیکان خودش در چکنه مستقر شدند ابتدا که تعدادشان اندک بود در بالای تپه‌ای دژ کوچکی احداث کردند، در محل چنگ‌قلعه در دره با صفای چکنه سال‌های سال زندگی کردند. بعد از مدتی که تعدادشان بیشتر شد و امنیت مملکت نیز بهتر گردید، کم کم به محل فعلی چکنه که ینگه قلعه (ینگجه) نامیده شد کوچیدند و کنار راه ابریشم ماندگار شدند. با اینکه معنی لغوی کلمه چکنه خرده مالک می‌باشد، ولی به نظر می‌رسد اسم چکنه برگرفته از لقب ایل چگنی ساکن در این محل بوده است. به هرحال خوانین و بیگ های چکنه از تبار ایل چگنی هستند. (بخشی از تاریخچه و شجره‌نامه خوانین چگنی از اعقاب بداق خان، به کوشش مرحوم علی اکبرخان اسدی)
نوخندان درگز

قسمتی از تاریخچه و شجره‌نامه طایفه خوانین و بیگ‌های چکنه از اعقاب بداق خان چگنی ساکن سرولایت نیشابور استان خراسان رضوی به کوشش علی‌اکبر خان اسدی

چگنی های خراسان امروزه در روستاهای بخش سرولایت و مرکز آن چکنه نیشابور سکونت دارند. عده‌ای از چگنی‌های چکنه سرولایت نیشابور در زمان قاجاریان به درگز مهاجرت کردند و در نوخندان سکونت گزیدند و به کشاورزی مشغول شدند. یکی از فرزندان معروف چگنی‌های نوخندان، احمد وفادار قهرمان کشتی کشور می‌باشد.
شیروان - خراسان شمالی
روستای اوغاز کهنه در فاصلهٔ ۴۵ کیلومتری شمال شرقی شهرستان شیروان استان خراسان شمالی قرار دارد که از شمال به کوه‌های گنه و کلاته بالی و از جنوب به کوه کیسمار و روستای چپانلو و از شرق به کوه کل داغ و کوه زو و از غرب به اوغاز تازه محدود می ‌گردد، این روستا در فاصله ۴۰ کیلومتری شمال شرقی شیروان واقع است که از شمال به روستای اولاشلو و از جنوب به روستای چپانلو و شکرانلو و از شرق به روستای اوغاز کهنه و از غرب به روستای زُرتانلو محدود می‌گردد. این روستا یکی از روستاهای ایل سیفکانلو محسوب می‌شود. اوغاز تازه پس از زلزله‌ای که در سال ۱۳۰۸ هجری قمری در آن منطقه حادث شد و به وجود آمد. بین دو روستای اوغاز کهنه و تازه ده مخروبه‌ای وجود دارد که به بیگلر معروف است. اوغاز تازه دارای ۱۸۴ خانوار و ۷۹۴ نفر جمعیت و روستای اوغاز کهنه دارای ۱۸۶ خانوار و ۸۰۷ نفر جمعیت است که به زبان‌های کردی کرمانجی و ترکی خراسانی تکلم می‌کنند.

استاد کلیم‌الله توحدی و جمعی از اهالی منطقه اوغاز شیروان استان خراسان شمالی با لباس محلی کرمانجی

اغورلو مییتخان یکی از طوایف ایل چگنی خراسان است و جزو تیره‌های سببی ایل سیوکانلو منطقه اوغاز محسوب می‌شود، این طایفه از نسل مهدی‌خان فرزند اغورلو خان چگنی از سرداران نادرشاه افشار می‌باشند، کلیم‌الله توحدی در کتاب نادر صاحبقران اغورلو خان را از اعقاب امیرالامرا بداق خان چگنی معرفی می‌کند، این طایفه اکثراً با سواد بوده‌، معروف است که آنها شاعر، ملا و بخشی یا جنگجو و پهلوان بوده‌اند. مهدی خان یکی از مردم چگنی خراسان فرزند اغورلو خان بود وی به دلیل درگیری طایفه‌ای از منطقه چکنه خارج شده و در راه قوچان با محبت‌خان رئیس ایل کیکانلو آشنا می‌شود و همراه وی به منطقه اوغاز می‌رود. در آنجا با دختری ازدواج کرده و صاحب دو اولاد ذکور به نام‌های اغورلوخان و محبت‌خان می‌شود، هر دو برادر شجاع، جسور و چابک بار می‌آیند و در تمام جنگ‌های مرزی با ترکمن‌ها شرکت داشته‌اند. از محبت خان معروف به مییتخان سه پسر به نام‌های محمدصادق، مصرخان و شاه‌محمد به جای ماند. از اغورلوخان نیز سه پسر به نام‌های علی، آقامحمد و آقابالی به جای ماند.
در دوران قاجار، سعادتقلی خان چندین بار دست به قتل و تخریب منازل اغورلو میتخانی‌ها زد، شاه محمد چگنی پسر آرازمحمد می‌خواست به تهران برود شکایت کند، سعادتقلی خان فرستاد از بین راه او را گرفته و آوردند و عصب پایش را قطع کردند. اغورلو میتخانی‌ها سرانجام به بیواره کوچیدند و چندی بعد برگشتند و چند سالی در اوغاز بودند، نهایتاً شاه محمد مجبور به مهاجرت به نوخندان درگز شد که اولادش اکنون در آنجا می‌باشند. از چهره‌های شاخص این طایفه از تبار بداق خان چگنی می‌توان به آرازمحمد اوغازی مشهور به آراز‌محمد یکه‌تاز از سرداران مبارز دوران قاجار اشاره کرد.

### بوداغی‌های مازندران و سمنان
بیش از سی چهل سال از فرمان شاه تهماسب یکم در مورد قتل عام و اخراج مردم چگنی از ایران نگذشته بود که شاه عباس بزرگ تضعیف و پراکندن مردم چگنی را در دستور کار خود قرار داد. ابتدا بداق خان چگنی را که چندین سال بود، خراسان با وجود وی آرامشی یافته بود، به عنوان واگذاری حکومت ری به آنجا کشاند. حسینعلی خان فرزند او را که به قول اسکندربیگ داعیه حکومت در سر داشت، به وسیله کورخمس خان استاجلو، بزرگ ایل استاجلو به وضع فجیعی به قتل رساند. سپس بداق خان را در قم به زندان انداخت، اموال و مواشی او را غارت و ایل و الوس و سپاهیان او را متفرق و هر گروهی از آنان را به سرکرده‌ی یکی از ایلات سپرد.
پس از آن وقایع جمعی از خاندان امیرالامرا بداق خان چگنی خصوصاً اولاد و احفاد حسینعلی خان فرزند او به ناحیه افتر سمنان واقع در سرخه امروزی متواری گردیدند، سالها در آنجا تحت نظارت آمران حکومت به سکونت پرداخته سپس به ناحیه سرخ‌آباد سوادکوه مازندران هجرت نمودند. این خاندان مشهور به بوداغی از حشم‌داران و ملاکان بزرگ سرخ‌آباد هستند و در قدیم جزو گله‌داران و دام‌پروران بزرگ منطقه بودند. تجمع بیشتر آنها اطراف جویبار در روستای گلیرد پهناب و تا حدود کیاکلا است. در حدود سی خانوار از این طایفه در روستاهای کلاته‌ی فرهنگ و صدرآباد میامی به سر می‌برند و با کوچ کوتاه در بلندی‌های شمالی چهل چشمه ییلاق و قشلاق می‌کنند.

سرداران سوادکوه مازندران که در جنگ بین رضاشاه و سردار سوادکوهی اسماعیل خان امیر موید وفاداری خود را نسبت به سردار سوادکوهی نشان دادند و تا آخر بر سر عقیده خود و شروطی که بر آن عهد بسته بودند باقی ماندند و در این راه صدها کشته و زخمی فدای عقیده خود نمودند. معرفی افراد درون عکس، از سمت راست: ۱- میرزا قهار باوندی سرخ آبادی ۲- شاه‌بابا بوداغی (بداقی) سرخ آبادی ۳- سالار ودادی آلاشتی.
نشسته از راست: غلامعلی خان سیف الممالک ضرغامی ۲- سرتیپ سیف اله خان ۳- خان باباخان باوند ۴- چراغعلی خان سالار حشمت (امیراکرم).
در زمان به قدرت رسیدن رضاشاه کبیر عده‌ای از بداق‌های مازندران جزو نیروهای جنگجو و وفادار به سردار سوادکوهی اسماعیل خان امیر موید بودند. بعد از شکست آنان توسط سپهبد امیراحمدی، شاه بابا بداغی (بداق) که در عکس فوق به آن اشاره شده و همچنین خدامراد خان بداقی از ایل چگنی طایفه بداق دستگیر و در زندان قلعه‌مرغی تهران محبوس می‌شوند.

## کتاب شناسی
طایفه بداق

## [۵۸][۵۹]پانویس
1. 1 2  امان‌الهی بهاروند، قوم لر، ۱۵۶.
2. ↑  جوادی، رضا و گروه نویسندگان (۱۴۰۱). نقدهایی بر تواریخ معاصر چگنی. خرم‌آباد: نشرشاپورخواست. شابک ۹۷۸-۶۰۰-۲۶۰-۵۶۸-۹.
3. ↑  جوادی، رضا و گروه نویسندگان (۱۴۰۱). نقدهایی بر تواریخ معاصر چگنی. خرم‌آباد: نشرشاپورخواست. شابک ۹۷۸-۶۰۰-۲۶۰-۵۶۸-۹.
4. ↑  www.parsi.wiki/fa/wiki/158795/%D8%A8%D8%AF%D8%A7%D9%82
5. ↑  https://www.vajje.com/en/vajje/search/%D8%A8%D8%AF%D8%A7%D9%82
6. ↑  جوادی، رضا و گروه نویسندگان (۱۴۰۱). نقدهایی بر تواریخ معاصر چگنی. خرم‌آباد: نشرشاپورخواست. شابک ۹۷۸-۶۰۰-۲۶۰-۵۶۸-۹.
7. ↑  کرمی‌کیان، علی (۱۳۹۴). نسبنامه طایفه شه‌کرم ایل چگنی لرستان. خرم‌آباد: نشرشاپورخواست. شابک ۹۷۸-۶۰۰-۲۶۰-۲۲۹-۹.
8. ↑  یادکرد کتاب | نام خانوادگی =جوادی، رضا و گروه نویسندگان| عنوان =نقدهایی بر تواریخ معاصر چگنی| ناشر =نشرشاپورخواست| سال =۱۴۰۱|مکان =خرم‌آباد| شابک =978-600-260-568-9}}
9. ↑  یادکرد کتاب|نام خانوادگی =بدلیسی|امیر شرف خان| عنوان =شرفنامه تاریخ مفصل کردستان|ص ۴۲۳، ۴۲۴
10. ↑  آزادی چگنی، بهمن (۱۳۸۷). تاریخ معاصر چگنی. خرم‌آباد: نشرسیفا. شابک ۹۷۸-۶۰۰-۵۰۵۰-۲۲-۱ مقدار |شابک= را بررسی کنید: checksum (کمک).
11. ↑  فلسفی، نصرالله (۱۳۴۷). زندگانی شاه عباس اول. تهران: انتشارات دانشگاه تهران.
12. ↑  کرمی‌کیان، علی (۱۳۹۴). نسبنامه طایفه شه‌کرم ایل چگنی لرستان. خرم‌آباد: نشرشاپورخواست. شابک ۹۷۸-۶۰۰-۲۶۰-۲۲۹-۹.
13. ↑  {{یادکرد کتاب|نام خانوادگی =بدلیسی|امیر شرف خان| عنوان =شرفنامه تاریخ مفصل کردستان|ص ۴۲۳، ۴۲۴
14. ↑  آزادی چگنی، بهمن (۱۳۸۷). تاریخ معاصر چگنی. خرم‌آباد: نشرسیفا. شابک ۹۷۸-۶۰۰-۵۰۵۰-۲۲-۱ مقدار |شابک= را بررسی کنید: checksum (کمک).
15. ↑  جوادی، رضا و گروه نویسندگان (۱۴۰۱). نقدهایی بر تواریخ معاصر چگنی. خرم‌آباد: نشرشاپورخواست. شابک ۹۷۸-۶۰۰-۲۶۰-۵۶۸-۹.
16. ↑  جوادی، رضا و گروه نویسندگان (۱۴۰۱). نقدهایی بر تواریخ معاصر چگنی. خرم‌آباد: نشرشاپورخواست. شابک ۹۷۸-۶۰۰-۲۶۰-۵۶۸-۹.
17. ↑  جنابدی، میرزابیگ (۱۳۷۸). روضة الصفويه. تهران: انتشارات و چاپ دانشگاه تهران. شابک ۹۶۴-۶۰۵۳-۷۴-۲.
18. ↑  جنابدی، میرزابیگ (۱۳۷۸). روضة الصفويه. تهران: انتشارات و چاپ دانشگاه تهران. شابک ۹۶۴-۶۰۵۳-۷۴-۲.
19. ↑  جنابدی، میرزابیگ (۱۳۷۸). روضة الصفويه. تهران: انتشارات و چاپ دانشگاه تهران. شابک ۹۶۴-۶۰۵۳-۷۴-۲.
20. ↑  حسینی استرآبادی، سیدحسن بن مرتضی (۱۳۶۶). از شیخ صفی تا شاه صفی. تهران: علمی.
21. ↑  حسینی استرآبادی، سیدحسن بن مرتضی (۱۳۶۶). از شیخ صفی تا شاه صفی. تهران: علمی.
22. ↑  حسینی استرآبادی، سیدحسن بن مرتضی (۱۳۶۶). از شیخ صفی تا شاه صفی. تهران: علمی.
23. ↑  جوادی، رضا و گروه نویسندگان (۱۴۰۱). نقدهایی بر تواریخ معاصر چگنی. خرم‌آباد: نشرشاپورخواست. شابک ۹۷۸-۶۰۰-۲۶۰-۵۶۸-۹.
24. ↑  گهری، محمد. مقدمه‌ای بر پیشینه تاریخی و خاستگاه اقوام ساکن در ملایر.
25. ↑  گهری، محمد. مقدمه‌ای بر پیشینه تاریخی و خاستگاه اقوام ساکن در ملایر.
26. ↑  ترکمان، اسکندربیگ. عالم آرای عباسی. ص. ۵۳۳.
27. ↑  نقدهایی بر تواریخ معاصر چگنی.
28. ↑  حسینی استرآبادی، حسین بن مرتضی. تاریخ صفویه از شیخ صفی تا شاه صفی از تاریخ سلطانی. ص. ۱۶۵.
29. ↑  نقدهایی بر تواریخ معاصر چگنی.
30. ↑  نقدهایی بر تواریخ معاصر چگنی. شاپورخواست.
31. ↑  نقدهایی بر تواریخ معاصر چگنی. شاپورخواست.
32. ↑  نقدهایی بر تواریخ معاصر چگنی. شاپورخواست.
33. ↑  جوادی و سایر نویسندگان (مراد محمودی، رحیم شاه‌کرمی، علی‌حسین بداق و علی‌اکبر خادمی، رضا (۱۴۰۱). نقدهایی بر تواریخ معاصر چگنی. خرم‌آباد: شاپورخواست. ص. ۱۸۰، ۱۸۱ و ۱۸۲. شابک ۹۷۸-۶۰۰-۲۶۰-۵۶۸-۹.
34. ↑  جوادی و سایر نویسندگان (مراد محمودی، رحیم شاه‌کرمی، علی‌حسین بداق و علی‌اکبر خادمی، رضا (۱۴۰۱). نقدهایی بر تواریخ معاصر چگنی. خرم‌آباد: شاپورخواست. ص. ۱۸۰، ۱۸۱ و ۱۸۲. شابک ۹۷۸-۶۰۰-۲۶۰-۵۶۸-۹.
35. ↑  والی‌زاده معجزی، محمدرضا و حسین (۱۳۹۷). تاریخ ایلات و طوایف لرستان. خرم‌آباد: اردیبهشت جانان. ص. ۴۲۰. شابک ۹۷۸۶۹۹۷۸۲۲۱۳۵ مقدار |شابک= را بررسی کنید: checksum (کمک).
36. ↑  نقدهایی بر تواریخ معاصر چگنی.
37. ↑  توحدی، کلیم‌الله (۱۳۸۴). نادر صاحبقران. سنندج: نشر ژیار. ص. ۳۰۱، ۳۰۹، ۳۱۸، ۳۲۴، ۹۳۵ و ۹۷۱. شابک ۹۶۴-۵۸۱۱-۲۵-۲.
38. ↑  توحدی، کلیم‌الله (۱۳۸۴). نادر صاحبقران. سنندج: نشر ژیار. ص. ۳۰۱، ۳۰۹، ۳۱۸، ۳۲۴، ۹۳۵ و ۹۷۱. شابک ۹۶۴-۵۸۱۱-۲۵-۲.
39. ↑  توحدی، کلیم‌الله (۱۳۸۴). نادر صاحبقران. سنندج: نشر ژیار. ص. ۳۰۱، ۳۰۹، ۳۱۸، ۳۲۴، ۹۳۵ و ۹۷۱. شابک ۹۶۴-۵۸۱۱-۲۵-۲.
40. ↑  توحدی، کلیم‌الله (۱۳۸۴). نادر صاحبقران. سنندج: نشر ژیار. ص. ۳۰۱، ۳۰۹، ۳۱۸، ۳۲۴، ۹۳۵ و ۹۷۱. شابک ۹۶۴-۵۸۱۱-۲۵-۲.
41. ↑  نقدهایی بر تواریخ معاصر چگنی.
42. ↑  نقدهایی بر تواریخ معاصر چگنی.
43. ↑  نقدهایی بر تواریخ معاصر چگنی. شاپورخواست.
44. ↑  نقدهایی بر تواریخ معاصر چگنی.
45. ↑  نقدهایی بر تواریخ معاصر چگنی.
46. ↑  نقدهایی بر تواریخ معاصر چگنی.
47. ↑  نقدهایی بر تواریخ معاصر چگنی. خرم‌آباد: شاپورخواست. ۱۴۰۱. ص. ۲۰۲ و ۲۰۳. شابک ۹۷۸-۶۰۰-۲۶۰-۵۶۸-۹.
48. ↑  نقدهایی بر تواریخ معاصر چگنی. خرم‌آباد: شاپورخواست. ۱۴۰۱. ص. ۲۰۷، ۲۰۸، ۲۰۹، ۲۱۰، ۲۱۱، ۲۱۲ و ۲۱۳. شابک ۹۷۸-۶۰۰-۲۶۰-۵۶۸-۹.
49. ↑  نقدهایی بر تواریخ معاصر چگنی. خرم‌آباد: شاپورخواست. ۱۴۰۱. ص. ۲۰۷، ۲۰۸، ۲۰۹، ۲۱۰، ۲۱۱، ۲۱۲، ۲۱۳. شابک ۹۷۸-۶۰۰-۲۶۰-۵۶۸-۹.
50. ↑  نقدهایی بر تواریخ معاصر چگنی. خرم‌آباد: شاپورخواست. ۱۴۰۱. ص. ۲۰۷، ۲۰۸، ۲۰۹، ۲۱۰، ۲۱۱، ۲۱۲ و ۲۱۳. شابک ۹۷۸-۶۰۰-۲۶۰-۵۶۸-۹.
51. ↑  بیات، کاوه (۱۳۷۳). عملیات لرستان، اسناد سرتیپ محمد شاه‌بختی ۱۳۰۳ و ۱۳۰۶ شمسی. تهران: نشر و پژوهش شیرازه. ص. ۲۲۸ و ۲۲۹. شابک ۹۶۴-۹۱۴۸۰-۰-۰.
52. ↑  جوادی، رضا و گروه نویسندگان (۱۴۰۱). نقدهایی بر تواریخ معاصر چگنی. خرم‌آباد: نشرشاپورخواست. شابک ۹۷۸-۶۰۰-۲۶۰-۵۶۸-۹.
53. ↑  نقدهایی بر تواریخ معاصر چگنی. خرم‌آباد: شاپورخواست. ۱۴۰۱. ص. ۱۸۰. شابک ۹۷۸-۶۰۰-۲۶۰-۵۶۸-۹.
54. ↑  میرنیا، سیدعلی (۱۳۶۹). ایل‌ها و طایفه‌های عشایری خراسان. مشهد: موسسه انتشاراتی و آموزشی نسل دانش. ص. ۱۱۷.
55. ↑  توحدی، کلیم‌الله (۱۳۶۴). حرکت تاریخی کرد به خراسان در دفاع از استقلال ایران - جلد دوم. مشهد: انتشارات دانشگاه فردوسی مشهد.
56. ↑  توحدی، کلیم‌الله (۱۳۶۴). حرکت تاریخی کرد به خراسان در دفاع از استقلال ایران - جلد دوم. مشهد: انتشارات دانشگاه فردوسی مشهد.
57. ↑  نقدهایی بر تواریخ معاصر چگنی. خرم‌آباد: شاپورخواست. ۱۴۰۱. ص. ۶۲. شابک ۹۷۸-۶۰۰-۲۶۰-۵۶۸-۹.
58. ↑  جنابدی، میرزابیگ (۱۳۷۸). روضة الصفويه. تهران: انتشارات و چاپ دانشگاه تهران. شابک ۹۶۴-۶۰۵۳-۷۴-۲.
59. ↑  فلسفی، نصرالله (۱۳۴۷). زندگانی شاه عباس اول. تهران: انتشارات دانشگاه تهران.

== 